# 1,4-Benzoquinona
1,4-Benzoquinona, comunament coneguda com para-quinona, és un compost químic amb la fórmula química C₆H₄O₂. En estat pur forma cristalls de color groc brillant amb un característic olor irritant, semblant al del clor; lesmostres impures sovint són fosques per la presència de quinhidrona (1:1 complex de quinona amb hidroquinona). Aquest compost d'anell amb sis membres és el derivat oxidat de la 1,4-hidroquinona.

## Aplicacions en la química orgànica
Es fa servir com acceptor d'hidrogen i oxidant en síntesi orgànica. La 1,4-Benzoquinona serveix com reagent de la deshidrogenació També es fa servir en la reacció Diels Alder.
La benzoquinona reacciona amb anhídrid acètic i àcid sulfúric al triacetat de hidroxiquinol. Aquesta reacció s'anomena Reacció Thiele per Johannes Thiele. Una aplicació es troba en la síntesi total:

## Relacionats amb 1,4-benzoquinones
N'hi ha moltes, entre d'altres:
- 1,4-Naftoquinona, derivada de l'oxidació del naftalè amb triòxid de crom.[6]
- Ubiquinona-1, una 1,4-benzoquinona que es troba a la natura.
- Cloranil, 1,4-C₆Cl₄O₂, un oxidant més fort i agent deshidrogenant